# Кочо Рацин
Кочо Рацин (справжнє ім'я — Коста Апостолов Солев) — македонський письменник, зачинатель сучасної македонської літератури.
Кочо Рацин почав друкувати свої перші твори в 1928 році сербською мовою. В 1936 опублікував перший вірш македонською мовою "Робітникові", а 1939 — збірку соціальної лірики "Білі світанки" — першу книгу поезій македонською мовою. Кочо Рацин був автором публіцистичних, літературознавчих статей ("Мистецтво і робітничий клас", "Реалізм А. Крстича" тощо), новел, незакінчених поеми "Яне Санданскі" та роману "Опіум" тощо. В 1943 році приєднується до югославських партизан і брав участь у боротьбі з німецькими фашистами. В цей час редагує партизанську газету та колекціонує македонський фольклор. В червні 1943 року застрелений партизанською охороною на горі Лопушник. За офіційною версією це сталось внаслідок нещасного випадку. Проте, існує інша, що це було сплановане вбивство.